# Ayao Komatsu
Ayao Komatsu (小松 礼雄?, Komatsu Ayao; Tokyo, 28 gennaio 1976) è un manager giapponese, Team Principal della scuderia di Formula 1 Haas dal gennaio del 2024.

## Biografia
Komatsu è nato a Tokyo, in Giappone, il 28 gennaio 1976 da Keiko e Yuichiro Komatsu. Si è trasferito nel Regno Unito nel 1995 per studiare alla prestigiosa Università di Loughborough, dove ha conseguito una laurea in Ingegneria automobilistica e un dottorato di ricerca in Dinamica e controllo dei veicoli.

## Carriera
Nel 2003 Komatsu ha iniziato la sua carriera nel Motorsport come ingegnere, chiamato ad occuparsi delle gomme, nell'allora British American Racing. Dopo tre anni passate a Brackley, l'ingegnere nipponico passa alla Renault F1. Durante la sua esperienza a Enstone ha in primis lavorato come ingegnere di Nelson Piquet Junior, poi come di Romain Grosjean e infine di Vitalij Petrov. Nel 2011, con l'addio di Mark Slade viene promosso a ingegnere di pista di Petrov.
Dopo un anno al fianco del pilota russo, Komatsu ricoprì lo stesso ruolo con Grosjean. Insieme al pilota francese ottiene nove podi e arrivò a sfiorare la vittoria nella parte conclusiva della stagione 2013, nel periodo in cui il team fu rinominato in Lotus F1 Team. Nel 2015 il nipponico fu promosso a capo degli ingegneri di pista, ma a fine anno decide di lasciare la scuderia per seguire Grosjean nel neonato team Haas. Nel 2016 nella scuderia americana diventa direttore degli ingegneri di pista.
Il dieci gennaio del 2024 Komatsu diventa Team Principal della Haas sostituendo l'uscente Günther Steiner.